# N304 (België)
De N304 is een gewestweg in België tussen Poperinge (N308) en Kemmel (N331). De weg is ongeveer 12 kilometer lang.
De gehele weg bestaat uit totaal 2 rijstroken voor beide richtingen samen.

## Plaatsen langs N304
- Poperinge
- Reningelst
- De Klijte
- Kemmel